# شانغ تشي وأسطورة الحلقات العشر
شانغ تشي وأسطورة الحلقات العشر (بالإنجليزية: Shang-Chi and the Legend of the Ten Rings)‏ هو فيلم بطل خارق صيني مبني على شخصية مارفل شانج شي، الفيلم من إنتاج مارفل ستوديوز ومن إخراج ديستين دانيال كريتون وبطولة سيمو ليو وتوني لونغ تشيو واي. يحتل الفيلم المرتبة الخامسة والعشرين في قائمة افلام عالم مارفل السينمائي والثانية في الطور الرابع. أُصدر الفيلم في 2 سبتمبر 2021.
تم عرض الفيلم لأول مرة في هونغ كونق في 16 أغسطس 2021، وتم إصداره في الولايات المتحدة في 3 سبتمبر، كجزء من المرحلة الرابعة من MCU. حقق أكثر من 432 مليون دولار في جميع أنحاء العالم ، مما يجعله تاسع أعلى فيلم في عام 2021. وقد حصل على مراجعات إيجابية من النقاد، وأشاد العديد منهم بتصميم الرقصات لتسلسل الحركة، واستكشاف وتمثيل الثقافة الآسيوية، والتوجيه والعروض من الممثلين، ولا سيما ليو وليونغ. حصل الفيلم على العديد من الجوائز والترشيحات، بما في ذلك الترشيح لأفضل مؤثرات بصرية في حفل توزيع جوائز السوشي وحصل على بيل. هناك تكملة قيد التطوير حاليًا، حيث من المقرر أن يعود كريتون ككاتب ومخرج.

## القصة
منذ حوالي ألف عام، اكتشف شو ونوو الحلقات الصوفية العشر التي تمنح الخلود والقوى الإلهية. أسس منظمة الحلقات العشر ، قهر الممالك وإسقاط الحكومات عبر التاريخ. في عام 1996، بحثت ونوو عن قرية تالو التي قيل أنها تأوي الوحوش الأسطورية. يسافر عبر غابة سحرية إلى مدخل القرية ولكن أوقفه الوصي يينغ لي. يقع الاثنان في الحب، وعندما يرفض قروا تا لو وينو، يختار لي المغادرة معه. يتزوجان ولديهما طفلان شانغ تشي وشيالينغ. يتخلى ونوو عن منظمته ويغلق الحلقات العشر.
عندما كان شانغ تشي يبلغ من العمر سبع سنوات، قُتلت لي على يد أعداء ونوو، العصابة الحديدية. يتولى ونوو الحلقات العشر مرة أخرى، ويذبح العصابة الحديدية ، ويستأنف قيادة منظمته. إنه يجعل شانغ تشي تخضع لتدريب وحشي في فنون الدفاع عن النفس، لكنه لا يسمح لـ شيالينغ بالتدريب مع الآخرين، مما دفعها إلى تعليم نفسها سراً. عندما يبلغ شانغ تشي سن 14، يرسله ونوو لاغتيال زعيم العصابة الحديدية. بعد الانتهاء من مهمته، يهرب شانغ تشي المصاب بصدمة إلى سان فرانسيسكو ويتخذ اسم «شون».
في الوقت الحاضر، يعمل شانغ تشي كخادم سيارات مع أفضل صديق له كاتي، الذي لا يعرف شيئًا عن ماضيه. تمت مهاجمتهم في حافلة من قبل منطمة الحلقات العشر، الذين يسرقون قلادة أعطتها لي إلى شانغ تشي. يطير شانغ تشي لمقابلة أخته، خوفًا من أن تلاحق الحلقات العشر قلادتها المطابقة. يكشف عن ماضيه لكاتي، التي تصر على مساعدته. وجدوا شيالينغ في نادي قتال سري في ماكاو، والتي أسستها بعد هروبها من ونوو في السادسة عشرة. تهاجم منطمة الحلقات العشر نادي القتال، وتصل ونوو لالتقاط شانغ تشي و كاتي و شيالينغ وقلادة ها.
يتم نقلهم إلى مجمع منطمة الحلقات العشر، حيث يستخدم ونوو المعلقات للكشف عن خريطة صوفية تؤدي إلى تالو. يوضح ونوو أنه سمع اتصال لي وهو يعتقد أنها محتجزة في تالو خلف بوابة مغلقة. يخطط لتدمير القرية ما لم يطلقوا سراحها. عندما يعترض أطفاله وكاتي، يسجنهم. يلتقي الثلاثة بالممثل السابق تريفور سلاتري، الذي سجنه منطمة الحلقات العشر بتهمة انتحال شخصية ونوو، ورفيقه المخادع موريس ، الذي يعرض إرشادهم إلى تالو.
تهرب المجموعة وتذهب إلى تالو، الموجودة في بعد منفصل مع العديد من المخلوقات الأسطورية الصينية. التقيا بيينغ نان أخت لي التي تشرح تاريخ تالو: منذ آلاف السنين، تعرض الكون الذي يحتوي القرية للهجوم من قبل الساكن في الظلام وأكلة روحها، ولكن تم إنقاذها بواسطة تنين صيني دعا الحامي العظيم الذي ساعد في إغلاق البوابة المظلمة لعالم الساكن. وفقًا لنان، كان الساكن في الظلام ينتحل شخصية لي حتى يستخدم ونوو الحلقات العشر لفتح البوابة. ينضم شانغ تشي وشيالينغ وكاتي إلى القرويين في التدريب والاستعداد لوصول ونوو، باستخدام الملابس والأسلحة المصنوعة من موازين التنين.
يصل ونوو ومنطمة الحلقات العشر ويهاجمون. يتغلب ونوو على شانغ تشي، ويدفعه إلى البحيرة القريبة، ويهاجم البوابة بالحلقات. يسمح القانون لبعض أكلة الروح من دويلر بالهروب، وتتحد الخواتم العشر مع القرويين لمحاربتهم. يُحيي الحامي العظيم شانغ تشي ويحمله من البحيرة لمحاربة أكلة الروح. يتقاتل ونوو و شانغ تشي مرة أخرى، وتكتسب شانغ تشي اليد العليا لكنها تختار الاحتفاظ بونوو. يهرب الساكن في الظلام من البوابة الضعيفة ويهاجم شانغ تشي. ينقذ ونوو شانغ تشي، ويرثه الحلقات قبل أن يقتله الساكن في الظلام. شانغ تشي، الحامي العظيم، شيالينغ، وكاتي يذبحون الساكن في الظلام. بعد ذلك، عاد شانغ تشي وكاتي إلى سان فرانسيسكو، حيث استدعاهما الساحر وونغ إلى كامار تاج.
في مشهد منتصف الاعتمادات، يقدم وونغ شانغ تشي و كاتي إلى بروس بانر و كارول دانفرز أثناء البحث عن أصل الحلقات. يكتشفون أن الحلقات تعمل كمنارة لشيء ما في مشهد ما بعد الائتمانات، أصبحت شيالينغ القائدة الجديدة لمنطمة الحلقات العشر، حيث قامت بتدريب النساء جنبًا إلى جنب مع الرجال، على الرغم من إخبار شانغ تشي بأنها ستحل المنظمة.

## روابط خارجية
- الموقع الرسمي
- شانغ شي وأسطورة الخواتم العشرة على موقع IMDb (الإنجليزية)
- شانغ شي وأسطورة الخواتم العشرة على موقع ميتاكريتيك (الإنجليزية)
- شانغ شي وأسطورة الخواتم العشرة على موقع روتن توميتوز (الإنجليزية)
- شانغ شي وأسطورة الخواتم العشرة على موقع قاعدة بيانات الأفلام العربية
- شانغ شي وأسطورة الخواتم العشرة على موقع ألو سيني (الفرنسية)
- شانغ شي وأسطورة الخواتم العشرة على موقع أول موفي (الإنجليزية)
- شانغ شي وأسطورة الخواتم العشرة على موقع بوكس أوفيس موجو (الإنجليزية)
- شانغ شي وأسطورة الخواتم العشرة على موقع فيلمافينيتي (الإسبانية)
- شانغ شي وأسطورة الخواتم العشرة على موقع قاعدة بيانات الأفلام السويدية (السويدية)
- شانغ شي وأسطورة الخواتم العشرة على موقع قاعدة بيانات الفيلم (الإنجليزية)